# Delta II
A Delta II egyszer használható hordozórakétát a Boeing építi és 1989-től van szolgálatban. A Space Shuttle miatt az Egyesült Államokban az összes egyszer használható hordozórakétát kiiktatták volna, de a Challenger-katasztrófa miatt a Delta rakéták fejlesztése is tovább folytatódott. A Delta II-t eredetileg a GPS Block II műholdak indítására tervezték. 2004 augusztusáig 115 sikeres indítást végeztek vele.

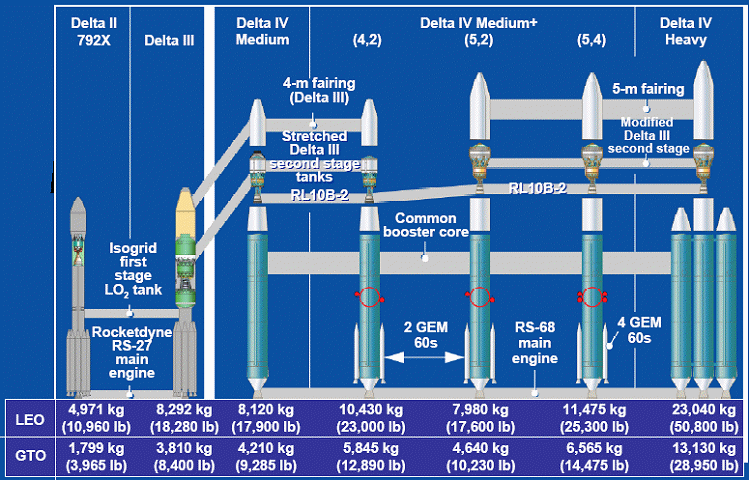
A Delta rakéták fejlődése

## A Delta II típusainak négyszámjegyű jelzése
- Az első szám 6 vagy 7, amely a Delták 6000-es vagy 7000-es sorozatát jelöli. Az utoljára 1992-ben repült 6000-es szériának bővített hajtóanyagtartálya, RS–27 főhajtóműve és Castor–4A gyorsítórakétákkal rendelkező első fokozata volt. A 7000-es szériának RS–27A hajtóműve és Graphite-Epoxy Motor (GEM) gyorsítófokozata van. A GEM nagyobb és kompozit burkolatának köszönhetően tömege kisebb, mint a Castoré.
- A második szám a gyorsítórakéták számát jelzi, legtöbbször 9. Ebben az esetben hatot gyújtanak be indításkor és hármat indítás után egy perccel. A 3 vagy 4 gyorsítórakétás változatok indításkor az egészet begyújtják.
- A harmadik szám 2, amely az Aerojet AJ10 hajtóművel ellátott fokozatot jelöli. Ez a hajtómű összetett küldetéseken újraindítható. Csak a 6000-es széria előtti Delták használtak más hajtóművet, a TR–201-et.
- Az utolsó szám a harmadik fokozatot jelöli. A 0 jelentése, hogy nincs harmadik fokozat, az 5 a PAM (Payload Assist Module) fokozatot jelöli Star–48 hajtóművel, a 6 STAR–37-tel.

Például egy Delta 7925 7000-es szériájú, kilenc GEM gyorsítófokozattal és egy PAM harmadik fokozattal. Egy Delta 7320 két fokozatú rakéta három gyorsítófokozattal.
- A Delta II Heavy a nagyobb GEM–46 gyorsítófokozattal rendelkezik, amelyet eredetileg a Delta III számára fejlesztettek ki. Ennek jelölése a 7xxxH.

## Indítási folyamat
A Delta II rakéta indítási folyamata a start előtt két órával kezdődik, és az alábbiak szerint zajlik:
| Idő                                     | Feladat |
| --------------------------------------- | --- |
| T-150 perc                              | - A visszaszámlálás a kilövéshez elkezdődik. - A személyzet, aki nem vesz részt a visszaszámlálásban, elhagyja a kilövőállás környékét, melyre szirénák is figyelmeztetnek.                                |
| T-146 perc                              | - Az első fokozat nyomás alá helyezésének megkezdése héliummal és nitrogénnel. - A második fokozat hélium tartályának nyomás alá helyezésének megkezdése. - A rakéta irányítórendszerének bekapcsolása.    |
| T-130 perc                              | - Az első fokozat üzemanyag (RP–1) feltöltésének megkezdése. |
| T-95 perc                               | - Időjárási eligazítás. |
| T-87 perc                               | - Engedély kérés a folyékony oxigén (LOX) betöltésének megkezdésére. |
| T-80 perc                               | - A kilövési körzet elhagyása. - A folyékony oxigén (LOX) betöltésének megkezdése. |
| T-60 perc                               | - A jármű C-sávú radar válaszjeladójának tesztelése. |
| T-30 perc                               | - A hajtómű stabilizátor vezérlésének ellenőrzése. (elfordulás vizsgálat) |
| T-15 perc visszaszámlálás felfüggesztve | - Opcionális visszaszámlálás felfüggesztés, amit a kilövési ablak alapján határoznak meg. - Időjárás jelentés - A kilövési csapatot megkérdezik hogy indításra készek e.                                   |
| T-15 perc és visszaszámlálás            | - A folyékony oxigén (LOX) szint feltöltése 95 százalékig. - A nyomásszabályozó rendszer héliummal és nitrogénnel való teletöltése. - A kilövési körzetbiztonsági (Range Safety) rádiójeladó bekapcsolása. |
| T-14 perc                               | - A kilövési körzetbiztonsági (Range Safety) rádióvevő ellenőrzése. - Az első fokozat üzemanyag tartályának nyomás alá helyezése.                                                                          |
| T-7 perc                                | - A folyékony oxigén (LOX) szint feltöltése 99 százalékig. |
| T-6 perc                                | - Az időjárás előrejelzés ellenőrzése a starthoz. |
| T-5 perc                                | - Az űrjármű (szállított teher) belső áramellátásra vált. (a pontos időpont függ a küldetéstől) - A felszállás engedélyezése kapcsoló ON állásba helyezése.                                                |
| T-4 perc visszaszámlálás felfüggesztve  | - Tervezett 10 perces visszaszámlálás felfüggesztés. - A kilövési irányító (Launch Conductor) megadja az engedélyt a visszaszámlálás folytatására.                                                         |
| T-4 perc és visszaszámlálás             | - A hordozórakéta és a kilövési körzetbiztonsági (Range Safety) eszközök élesítése. - A rakétát lekapcsolják a külső áramellátásról.                                                                       |
| T-3 perc                                | - A NASA kilövési vezetője (Launch Manager) megadja az engedélyt a kilövésre. |
| T-2 perc                                | - A folyékony oxigén tartály nyomása repülési szintre emelése. - Az első fokozat folyékony oxigén tartályának teletöltése (100%).                                                                          |
| T-70 másodperc                          | - A kilövési körzet (Range) megadja az engedélyt a kilövésre. |
| T-60 másodperc                          | - A felszállás engedélyezése kapcsoló ON állásba helyezése. |
| T-30 másodperc                          | - A folyékony oxigén feltöltő és leeresztő szelepek lezárása. |
| T-10 másodperc                          | - A hordozórakéta indítórendszerének élesítése. |
| T-7 másodperc                           | - A főhajtómű indításának engedélyezése. |
| T-2,5 másodperc                         | - Indítási parancs a főhajtóműnek. |
| T-0 másodperc                           | - A Delta II rakéta elemelkedik! |

## Indítási napló (nem teljes)
| Dátum, időpont (GMT)        | Változat  | Gyártási szám | Starthely             | Teher, megrendelő  | Eredmény | Megjegyzés |
| --------------------------- | --------- | ------------- | --------------------- | ------------------ | -------- | ---------- |
| 2007. augusztus 4.          | 7420-10   | 324           | Vandenberg AFB SLC–2W | Phoenix űrszonda   | Sikeres  |            |
| 2007. szeptember 27.        | 7925H-9.5 | 327           | Cape Canaveral LC–17B | Dawn űrszonda      | Sikeres  |            |
| 2008. június 11.            | 7920H-10C | 333           | Cape Canaveral LC–17B | GLAST              | Sikeres  |            |
| 2008. szeptember 6.         | 7420-10   | 335           | Vandenberg AFB SLC–2W | GeoEye–1           | Sikeres  |            |
| 2009. március 7.            | 7925-10L  | 339           | Cape Canaveral LC–17B | Kepler űrtávcső    | Sikeres  |            |
| 2009. március 24. 09:34 CET | 7925      | 340           | Cape Canaveral LC–17  | GPS csoport IIR–20 | Sikeres  |            |
| 2009. május 5.              | 7920      | 341           | Cape Canaveral LC–17  | STSS–ATRR          | Sikeres  |            |
| 2009. augusztus 17.         |           | 343           | Cape Canaveral LC–17  | GPS csoport IIR–21 | Sikeres  |            |
| 2009. szeptember 24.        | 7920      | 344           | Cape Canaveral LC–17  | STSS Demo          |          |            |
| Tervezett indítások         |           |               |                       |                    |          |            |
| 2009. november              | 7320      |               | Vandenberg AFB SLC–2W | WISE               |          |            |

## Delta II rakétával indított fontosabb űreszközök

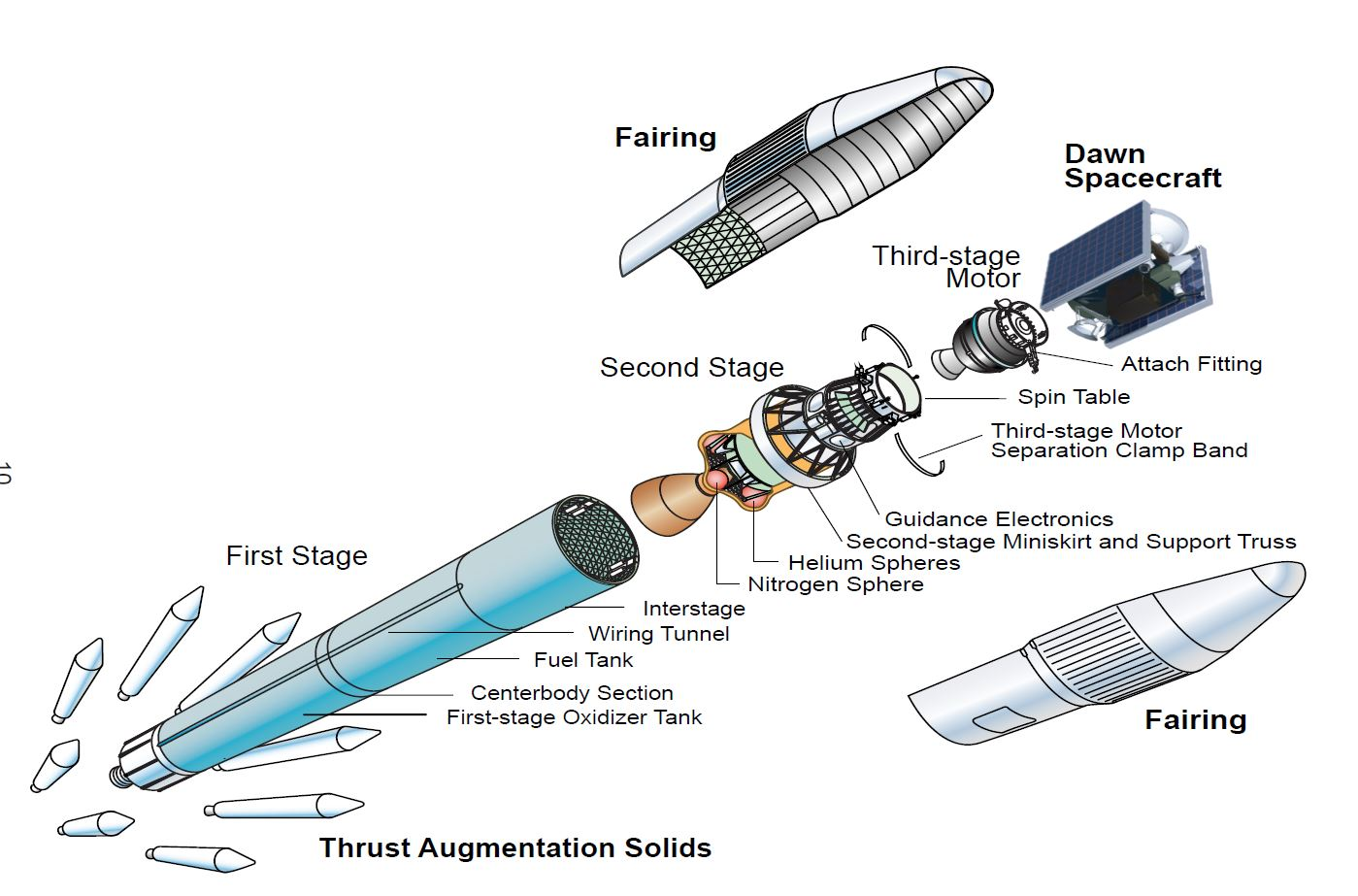
Delta II Heavy robbantott ábrája a Dawn szondával

Mars Global Surveyor, Mars Pathfinder, Mars Climate Orbiter, Mars Polar Lander, Stardust, Mars Odyssey, CONTOUR, ICESat, CHIPSat, Mars Exploration Rover (MER-A és MER-B), Spitzer űrtávcső, Gravity Probe B, Aura, MESSENGER, Swift, Deep Impact, CloudSat, CALIPSO, STEREO, THEMIS, Dawn, Phoenix, GLAST.